# Nathaniel Hooke
Nathaniel Hooke est un historien anglais mort le 19 juillet 1763. 

## Biographie
Il fit ses études avec Pope et fut inscrit sur les registres de Lincoln's Inn, à partir de 1702. À partir de 1723, on le voit jouir de l'amitié ou du patronage d'un grand nombre de personnages distingués, tels que le comte d'Oxford, les Onslow, etc., en qualité d'homme de lettres. Il aida la duchesse de Marlborough à rédiger ses Mémoires, qui parurent en 1742. Ses convictions catholiques, voire quiétistes, ne paraissent pas lui avoir nui, quoi qu'on en ait dit, auprès de cette grande dame; c'est lui qui amena un prêtre catholique au chevet de Pope mourant. 

## Œuvres
Il est l'auteur d'un ouvrage en 4 vol., intitulé Roman History, from the building of Rome to the ruin of the Commonwealth (Londres, 1738-71, in-4), que l'on rééditait encore en 1830; il a traduit du français en anglais une Vie de Fénelon, de sir A.-M. Ramsay, publ. à Londres en 1723.

## Source
La grande encyclopédie : inventaire raisonné des sciences, des lettres et des arts